# Brahian Alemán
Brahian Alemán, vollständiger Name Brahian Milton Alemán Athaydes, (* 23. Dezember 1989 in Montevideo) ist ein uruguayischer Fußballspieler.

## Karriere

### Verein
Alemán gehört seit der Apertura 2010 dem Kader des uruguayischen Erstligisten Defensor Sporting an. Bei den Montevideanern bestritt er in der Saison 2010/11 14 Partien in der Primera División und erzielte zwei Treffer. In der Spielzeit 2011/12 folgten 26 weitere Erstligaspiele Alemáns. Dabei schoss er sechs Tore. Überdies stehen zwei Begegnungen (kein Tor) der Copa Sudamericana 2010 und sechs Partien (ein Tor) der Copa Libertadores mit seiner Mitwirkung zu Buche. Mitte 2012 wechselte er nach Argentinien zu Unión de Santa Fe. In der Saison 2012/13 kam er dort zu 31 Einsätzen (zwei Tore) in der Primera División. Auch lief er einmal in der Copa Argentina auf. Nach dem Abstieg seines Klubs stand er in der Spielzeit 2013/14 in 37 Partien der Primera B Nacional auf dem Platz und traf sechsmal ins gegnerische Tor. Anfang August 2014 wechselte er auf Leihbasis mit Kaufoption zum Erstligisten Arsenal de Sarandí und wurde dort bis Anfang Februar 2015 19-mal (neun Tore) in der höchsten argentinischen Spielklasse eingesetzt. Seither spielt er ebenfalls im Rahmen eines Leihgeschäfts für den Barcelona SC. Er absolvierte bei den Ecuadorianern 37 Partien (zehn Tore) in der Primera A und sechs Begegnungen (drei Tore) in der Copa Libertadores 2015. Am 10. Januar 2016 gab der ecuadorianische Verein LDU Quito die Verpflichtung Alemáns bekannt. Dort stieß er zu der von Claudio Borghi trainierten Mannschaft. Für den Klub bestritt er 34 Ligapartien (vier Tore) und sechs Begegnungen (kein Tor) in der Copa Libertadores 2016. Im Januar 2017 verpflichtete ihn Gimnasia y Esgrima La Plata. Bislang (Stand: 15. Juli 2017) lief er für die Argentinier noch in 16 Ligaspielen (zwei Tore), zwei Partien (kein Tor) der Copa Sudamericana 2017 und einer Pokalbegegnung (kein Tor) auf.

### Nationalmannschaft
Brahian Alemán spielte 2012 dreimal für die uruguayische U23-Nationalmannschaft.